# Karmanor
I grekisk mytologi var Karmanor (antikgrekiska: Καρμάνωρ Karmánōr) en kretensisk präst som renade Apollon efter att han dödat den delfiska draken Python.  Han var far till två söner Euboulus och Chrysothemis.

## Mytologi
Enligt Pausanias, reste Apollon och Artemis till Karmanor på Kreta för att renas efter att de dödat Python, draken i Delfi.  Det var i Karmanors hus i Tarrha som Apollon träffade Akakallis, och de fick barnen Phylacides och Philander. 
Karmanors ena son Chrysothemis var poet och sägs ha vunnit den första sångtävlingen som hölls vid Pythiska spelen i Delfi. 
Karmanor fick dessutom ett barn med gudinnan Demeter, en dotter som också hette Chrysothemis, och var en jordbrukshalvgudinna. 